# ミハエル・オフォフィウスの肖像
『ミハエル・オフォフィウスの肖像』（ミハエル・オフォフィウスのしょうぞう、蘭: Portret van Michael Ophovius、英: Portrait of Michael Ophovius）は、フランドルのバロック期の巨匠ピーテル・パウル・ルーベンスが1615-1617年ごろ、キャンバス上に油彩で描いた絵画である。18世紀後半までアントウェルペンのドミニコ会修道院の聖パウロ (Sint Paulus) 教会が所蔵していたが、フランス革命の影響で、すべての修道院が閉鎖されるのにともない、個人の所有となった。作品は1822年にウィレム2世 (オランダ王) により購入され、現在、デン・ハーグのマウリッツハイス美術館に所蔵されている。

## 作品
ミハエル・オフォフィウス (1570-1637年) は1570年にスヘルトーヘンボスに生まれ、15歳の時にアントウェルペンにあったドミニコ会の聖パウロ修道院に入会した。彼はルーヴェンで神学を学び、ボローニャのドミニコ会の大学で研鑽を積んだ後、1600年にルーヴェンで博士号を取得する。1608年からはアントウェルペンのドミニコ会聖パウロ修道院の副院長になり、1611年には州の教会長に就任した。
オフォフィウスは、八十年戦争の間、プロテスタントを信奉したオランダ共和国でも宣教活動を続け、禁じられたカトリックの信者を支援したが、1623年にデン・ハーグの獄門に21ヵ月間幽閉された。その際、フランドルを治めていたスペインのイサベル・クララ・エウヘニア大公妃が交渉に当たり、オフォフィウスを釈放し、1626年にスヘルトーヘンボスの司教に任命した。しかし、1629年に同市がプロテスタントの支配下に入った時、オフォフィウスは市からの退去を余儀なくされた。
オフォフィウスは画家ルーベンスと親しい間柄であった。この肖像画が描かれた時、オフォフィウスはおよそ45歳で、まだ司教にはなっておらず、主に宣教師として活動していた。彼はドミニコ会修道士の僧服である白い毛織物のチュニックと黒い肩衣を身に着けている。細長く、前後とも裾まで垂れる肩衣は修道士の伝統的な衣服であり、オフォフィウスはその上にさらにフードとケープのついた黒色のマントを羽織っている。議論をしているか説教をしているかのような手の仕草、心持ち開いた口元は、信者に語りかける修道士にいかにもふさわしい。